# William Barrington, 6º vizconde Barrington
William Keppel Barrington, sexto vizconde Barrington (6 de octubre de 1793 - 9 de febrero de 1867), llamado El Honorable desde 1814 hasta 1829, fue un hombre de negocios y político británico.

## Primeros años
Nacido en Londres en 1793, Barrington era el mayor de los quince hijos del Reverendo George Barrington, 5º vizconde Barrington, y de su esposa Elizabeth, segunda hija de Robert Adair y Lady Caroline Keppel (la segunda hija de Willem van Keppel, 2º conde de Albemarle), descendiente de Charles Lennox, primer duque de Richmond.
Al igual que su padre, fue educado en la Westminster School y en la Christ Church de Oxford, donde se graduó como bachiller universitario en letras en 1814.

## Carrera
Barrington logró el vizcondado tras la muerte de su padre en 1829. Sin embargo, como se trataba de un título de la nobleza de Irlanda, no le daba derecho a un asiento en la Cámara de los Lores. En 1837, en cambio, fue elegido para la Cámara de los Comunes como uno de los tres representantes por Berkshire, cargo que ocupó hasta 1857. También fue presidente del Great Western Railway entre 1856 y 1857.

## Vida personal
El 21 de abril de 1823, Lord Barrington se casó con Jane Elizabeth Liddell (1804-1883), cuarta hija de Thomas Liddell, 1er barón Ravensworth y de Maria Susannah Simpson (hija y coheredera de John Simpson de Bradley Hall y de Lady Anne Lyon, la segunda hija de Thomas Lyon, 8º conde de Strathmore y Kinghorne). Su esposa sirvió como dama de alcoba de Adelaida de Sajonia-Meiningen (viuda del rey Guillermo IV del Reino Unido). Vivían en Beckett Hall, Shrivenham, Berkshire, una residencia que Barrington había encargado construir entre 1830 y 1831.
Eran padres de cinco hijos y cinco hijas:
- George Barrington, 7º vizconde Barrington (1824-1886), que se casó con Isabel Elizabeth Morritt, hija y heredera de John Morritt de Rokeby Park.[3]
- Percy Barrington, 8º vizconde Barrington (1825-1901), que se casó con Louisa Higgins, hija de Tully Higgins.[3]
- Honorable Charlotte Maria Barrington (c. 1826-1854), que se casó con su primo tercero Thomas Lyon-Bowes, 12º conde de Strathmore y Kinghorne, en 1850.[7]
- Honorable Mary Frances Barrington (m. 1913), quien se casó con Alfred Urban Sartoris de Abbotswood House en Lower Swell, en 1856.[3]
- Honorable Caroline Susan Augusta Barrington (1834-1915), que se casó con James Agar, 3er conde de Normanton en 1856.[8]
- Honorable Augusta Anne Barrington (1836-1915), quien se casó con el Rvmo. Honorable y Monseñor William Dalrymple Maclagan, Arzobispo de York, en 1878.[3]
- Hon. Sir William Augustus Curzon Barrington (1842-1922), diplomático.[3]
- Hon. Sir Bernard Eric Edward Barrington (1847-1918), funcionario que se casó con Christina Graham, hija de William Graham.[3]
- Honorable Adelaide Barrington (m. 1862), quien se casó, como primera esposa, con Charles Balfour, segundo hijo de James Balfour y Lady Eleanor Maitland (una hija de James Maitland, 8º conde de Lauderdale) en 1860.[3]

Lord Barrington murió en Shrivenham en febrero de 1867, a la edad de 73 años, y su hijo mayor, George, lo sucedió en el vizcondado. Fue enterrado en la iglesia de St. Andrews, Shrivenham. Lady Barrington murió el 22 de marzo de 1883, a los 78 años de edad.

### Descendientes
A través de su hijo mayor, fue abuelo de tres niñas: Hno. Constance Mary Barrington (1847-1926), quien se casó con Lawrence Palk, 2º barón Haldon, Excma. Evelyn Laura Barrington (1848-1924), quien se casó con George Craven, 3er conde de Craven, y la Excma. Florence Isabel Barrington, hermana de la Comunidad de St Mary the Virgin.
A través de su hija Adelaide, fue abuelo de Charles Barrington Balfour (un primo hermano de Arthur Balfour, primer ministro del Reino Unido de 1902 a 1905), oficial del ejército y diputado por Hornsey, posteriormente Lord Teniente de Berwickshire. Se casó con Lady Helena McDonnell, hija de Alexander MacDonnell, 5º conde de Antrim.